# Леопольд и золотая рыбка
«Леопольд и золотая рыбка» — второй мультипликационный фильм из цикла «Кот Леопольд» про доброго кота Леопольда, которого в многочисленных ситуациях донимают двое хулиганов — мышей. Снимался на творческом объединении «Экран» в 1975 году.

## Сюжет
Кот Леопольд сидит на деревянном пирсе и ловит рыбу в речке, напевая при этом песенку. Неожиданно ему на удочку попадается золотая рыбка, которая просит Леопольда отпустить её взамен на желания. Леопольд говорит рыбке, что ему от неё ничего не надо, и отпускает обратно в речку.
Пока кот рыбачил, из кустов вылезли мыши — Серый и Белый. Серый дёргает куст, чтобы сорвать с него ветку, но куст пружинит, словно батут, и в полёте мышонок ударяется о табличку «Купаться запрещено» и падает в воду. Белый, увидев это, решает отомстить Леопольду, выстрелив ему в голову шишкой из рогатки, но закинутый последним крючок от удочки случайно цепляется за его штаны, и Белый тоже летит в реку. Леопольд, заметив, что крючок оторвался, понял, что рыбалка не удалась, и отправился домой.
Мыши всё равно жаждут мести, и тут после того, как они переплывают на пирс, у Белого внезапно оказывается золотая рыбка, которая так же просит отпустить её в обмен на желания. Мыши просят рыбку: «Сделай нас огромными, могучими, страшными, как гора», и та превращает их в двух больших слонов. Под их тяжестью хлипкие мостки пирса не выдерживают, и слоны падают в воду. В воде они снова просят рыбку сделать их «огромными и страшными», только ещё чтобы умели плавать. Теперь они — крокодилы, но из-за коротких лап не могут вылезти на сушу, поэтому просят дать им возможность летать. Рыбка превращает мышей в птиц, но их замечает пёс с ружьём, и Серый с Белым, опасаясь, что охотник подстрелит их, умоляют рыбку вернуть им прежний облик.
Снова став маленькими, мыши падают с неба в водосточную трубу, приземляются в мусорные баки и оказываются возле дома Леопольда. Серый бросает в кота помидор, а Белый кричит ему: «Леопольд, выходи!». Леопольд пытается уговорить хулиганов «жить дружно», но те отвечают отказом и кидают ему на голову пустую консервную банку из-под бычков, после чего Серый начинает яростно стучаться в дверь. Кот думает, как бы ему проучить надоедливых мышей, и вдруг перед ним оказывается золотая рыбка, спросив, чем она может ему помочь. Леопольд говорит ей: «Рыбка, сделай меня… невидимым», и рыбка исполняет его желание.
Тем временем Белый вскрывает дверь, подцепив засов хвостом через замочную скважину, и мыши, зайдя в дом, начинают повсюду искать хозяина. Серый заглядывает в холодильник и, разумеется, никого там не находит, но, захлопывая дверь, он случайно придавливает ею свой хвост. В попытке вытащить его Серый отлетает к стене и, ударившись, залетает внутрь холодильника, после чего невидимый Леопольд закрывает его там. Белый, который в этот момент искал кота в шифоньере, замечает, что в холодильнике кто-то шевелится, берёт в руку вешалку и бьёт ей Серого, но не попадает.
Затем Серый подходит к оконной занавеске и дёргает её, думая, что Леопольд спрятался за ней, но в итоге роняет её на себя вместе с карнизом и падает в обморок. Придя в себя, он видит болтающуюся дверцу тумбочки из-под телевизора и, надеясь обнаружить кота там, хватает подставку для вазы с цветами и с силой стучит ей по тумбе. Однако, внутри оказывается Белый, который от удара тоже теряет сознание. Видя это, Леопольд уже не в силах сдерживать смех. Очнувшись, Белый лезет под кровать, но Леопольд ложится на неё и подпрыгивает, придавливая мышонка своим весом. Пища от боли, Белый со злости рвёт подушку. Затем он замечает Серого, ищущего Леопольда между зонтом и пальто, скидывает все вещи с крючков и, отскочив от пола на люстру и упав с неё, вешается на один из них вместе с Серым.
Устав от поисков, мыши видят на стене портрет любимой бабушки Леопольда. Найдя в шкафу горчицу, Белый подрисовывает бабушке усы и брови, а Серый швыряет в картину тот же самый помидор, от чего та срывается с гвоздя. Не выдержав такой наглости, Леопольд берёт со стола скатерть и накрывает ею хулиганов. Те, еле выпутавшись, начинают драться: Серый трижды бьёт Белого об стену, и от третьего удара ему на голову с кухонного шкафа падает кастрюля. Белый потешается над напарником, но тут Леопольд надевает на него ещё одну кастрюлю, и мыши с трудом их снимают, а затем невидимый Леопольд бьёт их по голове половником.
Неожиданно Леопольд снимает со стены оленьи рога и с большой скоростью надвигается прямо на мышей. Те в страхе удирают, но застревают на выходе. Получив пинка и упав с лестницы, Серый и Белый вновь попадают в мусорные баки. Вдруг они почувствовали, что их кто-то схватил — это был Леопольд. Поскольку кот был невидимым, и мыши видели лишь рога, они сказали ему: «Простите нас, рога!». Кот, со словами «То-то!», отпускает мышей, после чего, вернувшись домой, вешает портрет бабушки обратно на гвоздь, стирает с него всё лишнее, ставит на место все перевёрнутые и упавшие предметы в доме и возвращает рога на стену.
После титров Леопольд снова становится видимым и произносит крылатую фразу: «Ребята, давайте жить дружно!».

## Съёмочная группа
- Автор сценария — Аркадий Хайт
- Режиссёр — Анатолий Резников
- Художники-постановщики — Юрий Евмешкин, Анатолий Резников
- Оператор — Эрнст Гаман
- Композитор — Борис Савельев
- Звукооператор — Виталий Азаровский
- Роли озвучивал — Геннадий Хазанов
- Художники: Владимир Вышегородцев, Владимир Овечкин, Татьяна Великород, Александр Левчик, Л. Строганова, Елена Хайкина, Л. Хорошкова, Наталья Базельцева, Н. Позитурина
- Монтажёр — Галина Дробинина
- Редактор — Елена Ходина